# 槻木大橋
槻木大橋（つきのきおおはし）は、宮城県柴田郡柴田町 - 宮城県角田市の阿武隈川に架かる宮城県道28号丸森柴田線の橋長777.77 m（メートル）の桁橋。

## 概要
宮城県内では県管理橋梁として最長の道路橋である。右岸側で国道4号とは立体交差になっている。
- 形式 - PCポストテンション中空床版橋（高架部）鋼2径間連続鋼床版箱桁橋（跨道部）鋼3径間連続箱桁橋3連（渡河部）
- 活荷重 - 1等橋 (TL-20)
- 橋長 - 777.770 m
  - 高架橋 - 108.345 m
  - 跨道橋 - 67.725 m
  - 河川橋 - 601.7000 m
    - 支間割 - ( 3×70.000 m ) + ( 2×59.000 m + 68.660 m ) + 2× ( 3×68.660 m )
- 橋台 - ピアアバット・逆T式橋台
- 橋脚 - 壁式小判型
- 基礎 - 鋼管杭基礎 (PA1 - P8)  直接基礎 (A2)
- 幅員
  - 総幅員 - 11.750 m
  - 有効幅員 - 11.750 m
  - 車道 - 7.250 m
  - 歩道 - 片側3.000 m
- 床版 - 鋼（跨道部）鉄筋コンクリート（渡河部）
- 施工 - 川崎重工業・川田工業・駒井鉄工[注釈 1]・住友重機械工業・日本橋梁・松尾橋梁[注釈 2]・宮地鐵工所[注釈 3]・横河ブリッジ
- 架設工法 - 手延べ送出し工法 (P3 - P6)  + ベント併用クローラークレーン架設工法 (PA1 - P3・P6 - A2)

## 景観設計
景観設計のコンセプトはFuture（未来）、Stream（流れ）、History（歴史）である。橋桁の塗装は阿武隈川の流れから青を基調として濃淡が未来への架け橋を表現する。照明塔は川の流れを3本のアームで、魚を灯具で表した。親柱は流れを曲線で表している。歩道は和歌を掘り込み歴史の流れを表現する。高欄は流れを連続する曲線で描き、阿武隈の流れを強調している。橋中央のバルコニーには和歌を掘り込み自然石のステージを設け、ベンチは渡し船を模して、川の流れ、歴史の流れを表現した。

## 歴史
この橋が架かる以前は「小山渡し」（こやまわたし）と呼ばれる渡し船が運行されていた。かつて個人経営だった渡し船は、近隣住人による当番制へと変わっていった。架橋を望む声は大きかったがなかなか実現せず、1961年（昭和36年）から渡し船が宮城県営となった。
槻木大橋の架設は主要地方道丸森柴田線建設の一環として1982年（昭和57年）に着手され、1995年（平成7年）7月7日に開通した。橋の全長777.777メートル、幅10.75メートル、総事業費は約65億7700万円だった。
1995年（平成7年）7月7日、橋の開通式に先立って、当時の宮城県知事浅野史郎や角田市、柴田町、亘理町の市町長、利用者の代表が渡し船に乗って「小山の渡し舟納め式」が執り行われた。その後、橋上で住民を交えて交通安全祈願とテープカット、渡り初めが行われた。これによって「小山渡し」は廃止された。宮城県営としては最後の渡し船だった。